# فرودگاه چیاگنیک لگون
فرودگاه چیاگنیک لگون (به انگلیسی: Chignik Lagoon Airport) (به زبان بومی: Chignik Flats Airport) یک فرودگاه همگانی بهره‌برداری هوایی با کد یاتا KCL است که یک باند فرود شن دارد و طول باند آن ۵۵۲ متر است. این فرودگاه در شهر چیگنیک لاگون، آلاسکا کشور ایالات متحده آمریکا قرار دارد و در ارتفاع ۸ متری از سطح دریا واقع شده‌است.